# 32106 Dawngraninger
32106 Dawngraninger è un asteroide della fascia principale. Scoperto nel 2000, presenta un'orbita caratterizzata da un semiasse maggiore pari a 2,532095 UA e da un'eccentricità di 0,179057, inclinata di 6,892955° rispetto all'eclittica.